# Долговка (Софиевский район)
Долговка (укр. Довгівка) — село, Марье-Дмитровский сельский совет, Софиевский района, Днепропетровская область, Украина.
Код КОАТУУ — 1225284103. Население по переписи 2001 года составляло 167 человек .

## Географическое положение
Село Долговка примыкает к селу Спокойствие, на расстоянии в 1,5 км расположено село Червоное Поле и в 3,5 км — пгт Софиевка. По селу протекает пересыхающий ручей с запрудой. Рядом проходит железная дорога, станция Спокойствие в 0,5 км.

## Экология
Недалеко от села с 1959 по 1983 года проводилась добыча урановой руды методом выщелачивания на участке подземного месторождения «Девладово» общей площадью 235,0 га ГП«Восточный горнообогатительный комбинат». Добыча была завершена в 1984 году и оно было ликвидировано. После 1986 года здания и сооружения промышленной площадки и жилого комплекса были разрушены и превращены в строительные отходы. Территорию не была дезактивирована, под землей погребены более 7 миллионов тонн опасных технологических растворов.Территория загрязнения на пустыре около села примерно 500 квадратных метров. Специалисты обнаружили участки, где радиация превышала 2,5 тысячи микрорентген в час (нормой считается 30 микрорентген). Пустырь местные жители используют как пастбище. В местной реке Каменка наблюдается высокий уровень загрязнения цезием. Искатели металла разведали "залежи" подземных инженерных коммуникаций. 